# モデナ

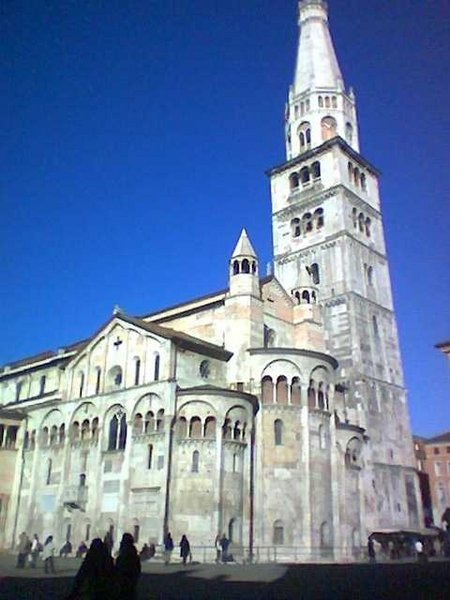
ギルランディーナ

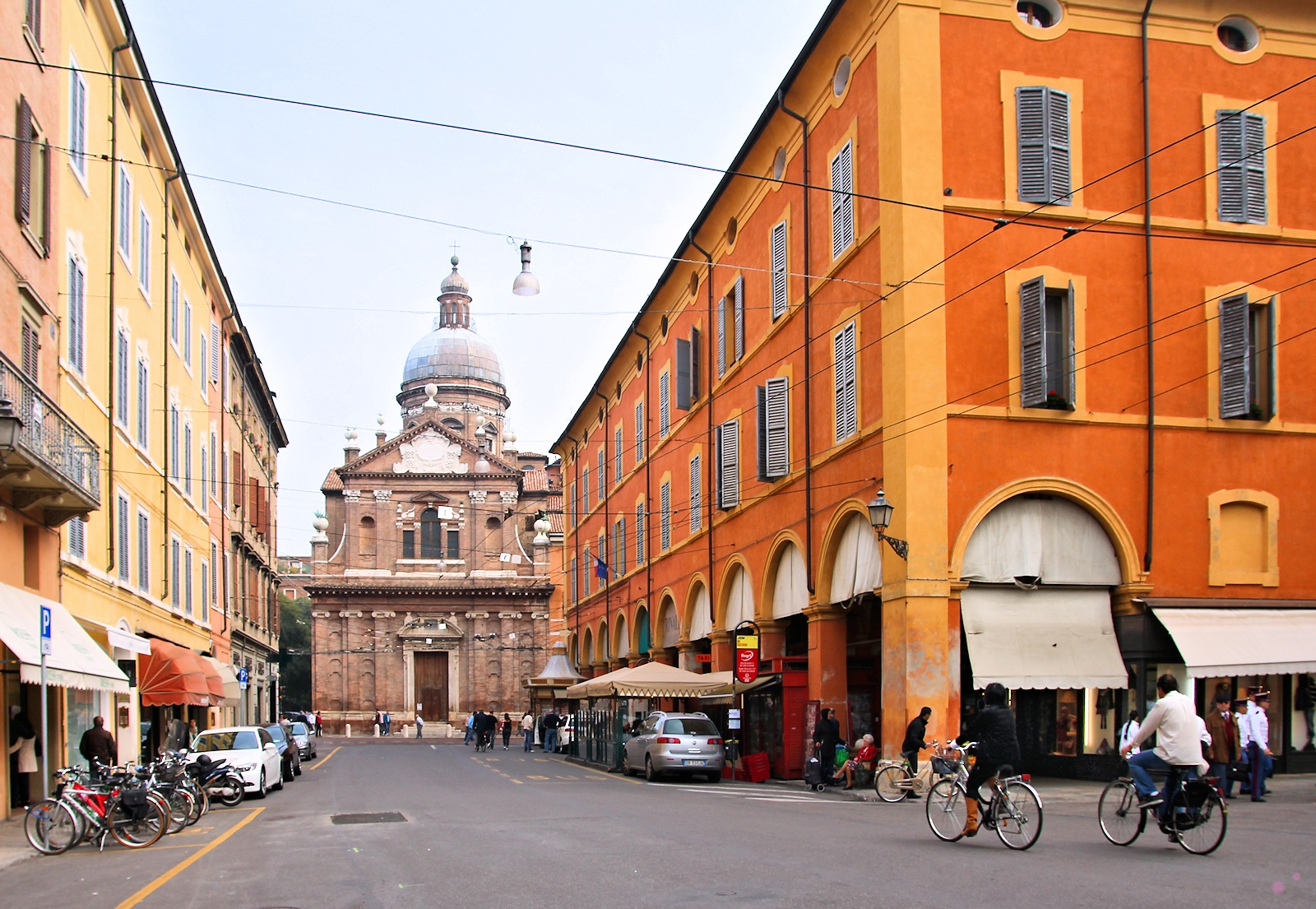
街の景色

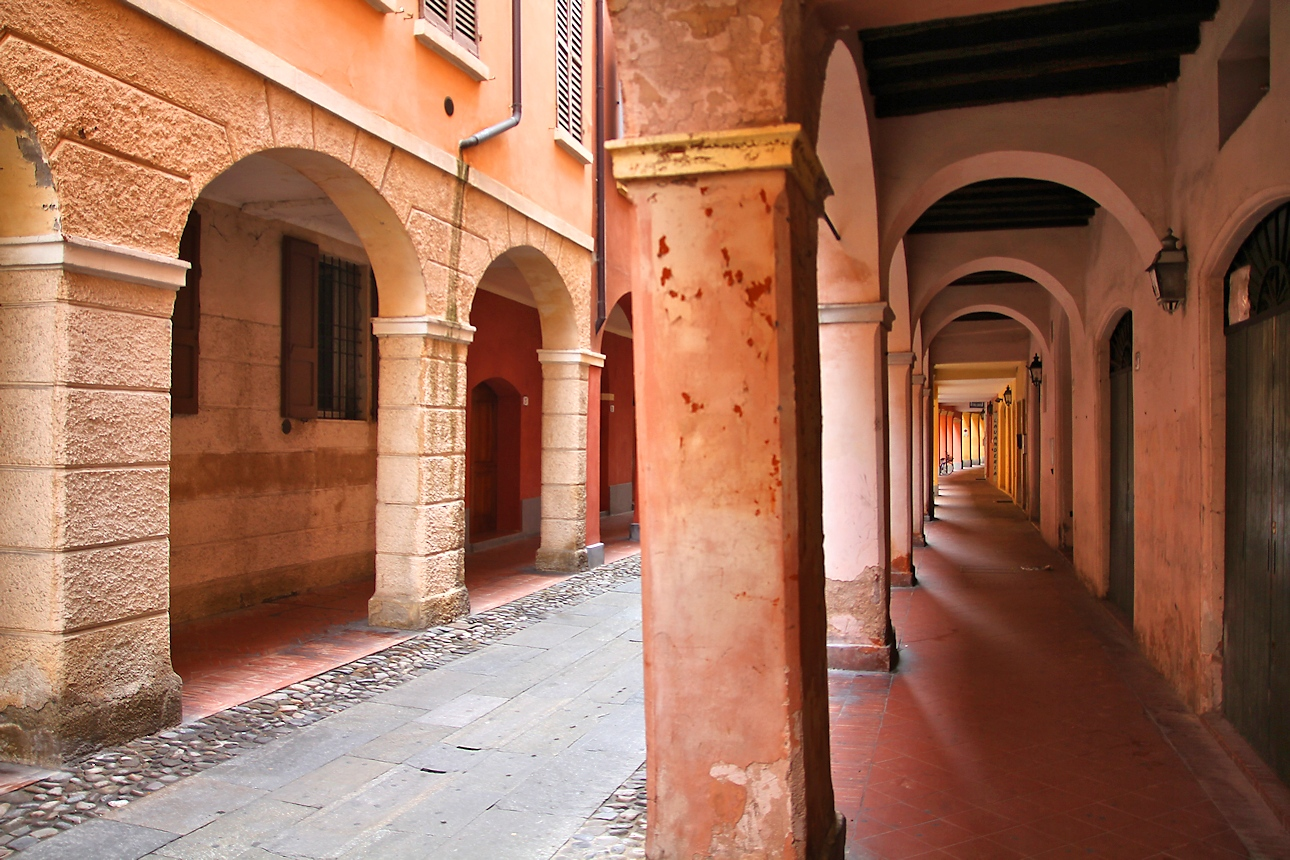
都市通り

モデナ（伊: Modena [ˈmɔːdena] ( 音声ファイル)、モデナ方言: Mòdna [ˈmɔdnɐ]）は、イタリアのエミリア＝ロマーニャ州にある都市。その周辺地域を含む人口約18万人の基礎自治体（コムーネ）。モデナ県の県都である。
古代に起源を持つ都市で、中世にはモデナ公国の中心都市であった。特産品として、バルサミコ酢が有名である。自動車メーカー・フェラーリの本拠地マラネッロは郊外（モデナ県下）にある。

## 名称
アクセントが第一母音にあるのでモーデナと記すこともある（モデーナは誤り）。

## 地理

### 位置・広がり
エミリア＝ロマーニャ州の中部の都市で、モデナ県域の中央やや北寄りに位置している。州都ボローニャから西北西へ約38km、ヴェローナから南へ約88km、ヴェネツィアから南西へ約140km、ミラノから東南東へ約164kmの距離にある。

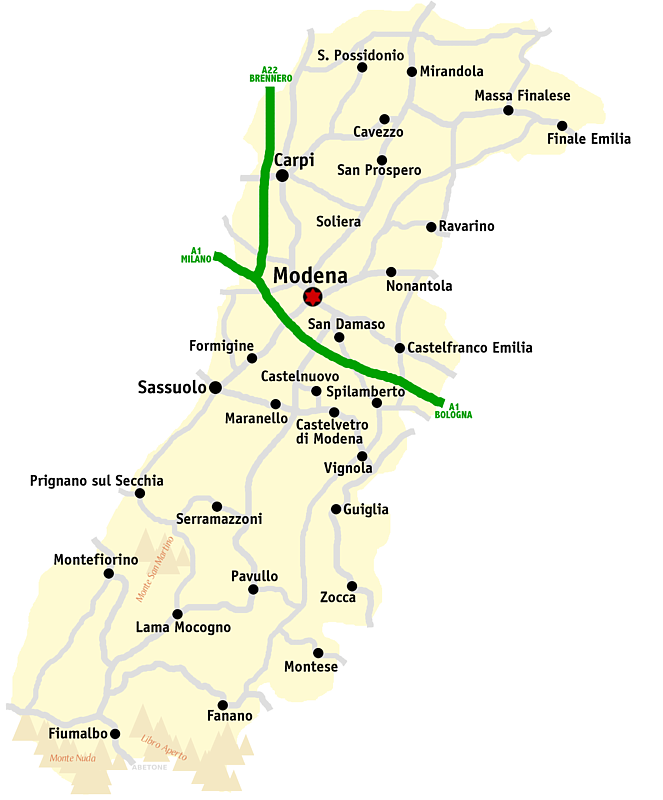
モデナ県概略図

#### 隣接コムーネ
隣接するコムーネは以下の通り。REはレッジョ・エミリア県所属。
- バスティリア
- ボンポルト
- カンポガッリアーノ
- カルピ
- カザルグランデ (RE)
- カステルフランコ・エミーリア
- カステルヌオーヴォ・ランゴーネ
- フォルミージネ
- ノナントラ
- ルビエーラ (RE)
- サン・チェザーリオ・スル・パーナロ
- ソリエーラ
- スピランベルト

### 気候分類・地震分類
モデナにおけるイタリアの気候分類 (it) および度日は、zona E, 2258 GGである。
また、イタリアの地震リスク階級 (it) では、zona 3 (sismicità bassa) に分類される。

## 歴史
エトルリア人の定着、その後のガリア人紀元前183にはローマの植民地となった。当時は「ムティナ」(Mutina)と呼ばれ、紀元前2世紀に始まるエミリア街道の敷設の拠点となった。5世紀から7世紀にセッキア川とパーナロ川の氾濫が原因で、住民はより西のチッタノーヴァに移動した。
モデナは12世紀には自由都市として1288年からはフェラーラのエステ家の元で過ごした。司教区内の人口が徐々に回復し、町の指導者に就いたレオドイーノ司教は、891年に町の周囲に壁を作った。
司教によるシニョリーアの時期に、新たな大聖堂が建設された。司教の権力は1135年の自治コムーネにより終わったが、1249年のフォッサルタの戦いで、皇帝派のモデナは教皇派のボローニャに敗北し、1288年にはフェッラーラのエステ家の手に渡った。
しかし、モデナはチェーザレ・デステ公の時代の1598年以後に彼の公国の首都はフェッラーラからモデナに移された。イタリアとヨーロッパの権力争いによって国の運命は翻弄され外国の軍隊（1702年のフランス、1742年のオーストリア）の占領が繰り返されるも、唯一ナポレオン時代中断はあったものの、イタリアの統一まで抵抗を繰り返した。
18世紀の終わりと19世紀の始めにはエミーリア、特にモデナ県は当初は社会主義者の、後には共産主義者の砦となった。第二次世界大戦において1943年にイタリアが連合国軍に降伏した後、北イタリアがドイツ軍に占領されたモデナは、ドイツ軍とドイツの傀儡政権であるイタリア社会共和国（サロ政権）の作戦による、破壊、虐殺、略奪、恥辱を受けることとなった。ドイツ軍はこの地域に全力の制圧に力を入れたにもかかわらず、市民の大多数の参加による非常に大きなレジスタンス活動により抑圧に成功しなかった。
第二次世界大戦後の共産主義政党による市政への強い影響は、街の文化的特質となりつつあったこれらの左翼主義者たちの遺産を集めた物だった。第二次世界大戦後に中部イタリアから北部イタリアでは、イタリア共産党などの左派政党が強い支持を得たが、イタリアのどこよりもこの州において左派の協同組合が生まれたのも偶然ではない。
なお、中世において学問の中心であった、752年に設立されたノナントラの修道院や大聖堂、トッレ・チヴィカ（ギルランディーナ）、グランデ広場は、ユネスコの世界遺産に登録されており、多くの観光客を集めている。

## 行政

### 分離集落
モデナには、以下の分離集落（フラツィオーネ）がある。
- Albareto, Baggiovara, Ca' Fusara,  Cognento, Cittanova, Collegara, Ganaceto, Lesignana, Marzaglia, Navicello, Portile, San Damaso, San Donnino, Tre Olmi, Villanova

## 経済
自動車産業が栄えていることで知られ、周辺には「フェラーリ」や「マセラティ」、「パガーニ・アウトモビリ」などの自動車メーカーの他に、「カロッツェリア・スカリエッティ」や「カロッツェリア・ブランド―リ」などの著名なカロッツェリアや部品メーカーの工場が点在し、雇用や税収に貢献している。著名なレストランとしてオステリア・フランチェスカーナがある。

## 著名な出身者
- エンツォ・フェラーリ
- ルチアーノ・パヴァロッティ
- ミレッラ・フレーニ
- マッシモ・ボットゥーラ

## スポーツ
サッカー
サッカークラブとして『モデナFC』がある。本拠地はスタディオ・アルベルト・ブラーリア。
バレーボール
男子バレーボールクラブとして『モデナ・バレー』がある。通称はモデナ。
モータースポーツ
ランボルギーニと提携して1991年のF1に参戦したレーシングチーム『モデナ』の本拠ファクトリーが当地に置かれていた。通称モデナ・ランボ。

## 姉妹都市
- セントポール（アメリカ合衆国）
- ノヴィ・サド（セルビア共和国）
- リンツ（オーストリア）
- ロンドリーナ（ブラジル）

## 交通

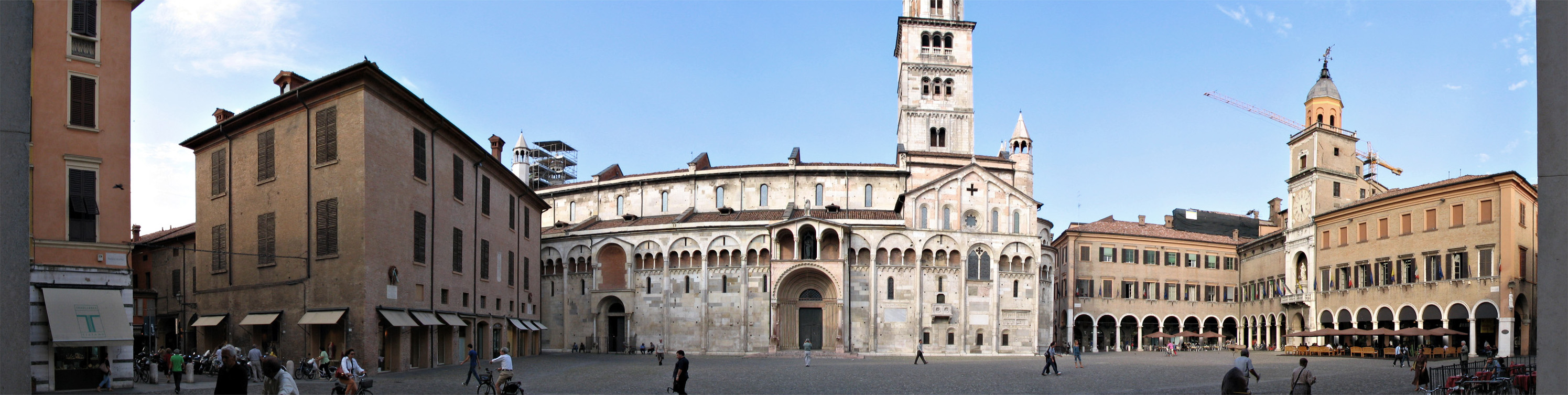
グランデ広場

- モデナ駅

## モデナに因むもの
- モデナ (小惑星) - ジェミニアーノ・モンタナリやジョバンニ・バッティスタ・アミーチといった天文学者を輩出した地であることから、本市にちなんで命名された[8]。